# 遠軽ショッピングタウン
遠軽ショッピングタウン（えんがるショッピングタウン）は、北海道紋別郡遠軽町南町にあるショッピングセンターである。

## 沿革
遠軽町大通南にあった、コープさっぽろ遠軽みなみ店を移転する形で開業した。
- 2008年（平成20年）2月6日 - 遠軽ショッピングタウン開業[1][2]。

## 主なテナント
- コープさっぽろ遠軽みなみ店
- ダイソーコープさっぽろ遠軽みなみ店
- auショップ遠軽
- メガネのプリンス遠軽店
- 味の時計台遠軽店

## 周辺
- 国道242号
- 北海道道1032号遠軽安国線
- 瞰望岩
- ツルハドラッグ遠軽南町店
- 遠軽南町郵便局
- 北海道オホーツク総合振興局網走建設管理部遠軽出張所
- 北海道遠軽高等学校